# Кольцово (Свердловская область)
Кольцово — жилой район (микрорайон) в составе Октябрьского района муниципального образования «город Екатеринбург». Здесь расположен международный аэропорт «Кольцово».

## Географическая характеристика

### Местоположение
Микрорайон Кольцово расположен на расстоянии в 20 километров к юго-востоку от центра города Екатеринбурга.

### Климат
Микрорайон Кольцово, как и Екатеринбург, находится в зоне умеренно континентального климата.

## История
Началась история микрорайона в XX веке, когда аэропорта ещё не было. Посёлок появился ещё позже, как необходимое дополнение к воздушному узлу. Изначально Кольцово задумывался как городок авиаторов, поэтому и улицы с названием Бахчиванджи, Авиаторов, Атмосферная не случайны. В 1928 году в этом месте был организован военный аэродром «Кольцово». Тогда сюда приехали военные строители, которые и начали строить и возводить городок для будущих авиаторов. Со временем здесь появились не только казармы и дома для лётного состава, но и вполне гражданские жилые здания, начали формироваться улицы. Здесь до сих пор стоит самый первый дом, с которого всё начиналось. Это место называется старый посёлок.
27 марта 1943 года лётчик-испытатель Григорий Яковлевич Бахчиванджи, при очередном испытании, на истребителе БИ взлетел с аэродрома «Кольцово». Самолёт развил скорость более 800 километров в час. Это была первая встреча человека со звуковым барьером. И первая жертва на пути к его преодолению… Григорий Бахчиванджи погиб в 34 года. Погиб, прокладывая путь человечеству в новое. Именно в честь этого человека названа одна из улиц города Екатеринбурга. Находится она здесь, в поселке Кольцово. Но не только в названии улицы увековечена память о летчике: здесь же, в Кольцово, есть площадь имени Бахчиванджи, здесь находится его могила.
31 декабря 2004 года посёлок стал частью Екатеринбурга.
На Пасху в 2007 году открылся первый храм в поселке Кольцово. Храм построен во имя иконы Божьей Матери «Касперовской». Возведение храма было приурочено к празднованию 60-летия со дня победы в Великой Отечественной войне.

## Население
По переписи 2002 года в посёлке Кольцово проживало 14735 человек, в том числе 7153 мужчины и 7582 женщины.
Долговременная динамика численности населения:
| н/д | н/д | н/д | 13448 | 15975 | 14177 | 14423 | 14735 |

## Достопримечательности
- Памятник самолёту БИ-1